# Tephrosia macrocarpa
Tephrosia macrocarpa är en ärtväxtart som beskrevs av George Bentham. Tephrosia macrocarpa ingår i släktet Tephrosia och familjen ärtväxter. Inga underarter finns listade i Catalogue of Life.